# Хёрдт
Хёрдт (нем. Hördt) — коммуна в Германии, в земле Рейнланд-Пфальц. 
Входит в состав района Гермерсхайм. Подчиняется управлению Рюльцхайм.  Население составляет 2424 человека (на 31 декабря 2010 года). Занимает площадь 18,47 км².